# Número quântico

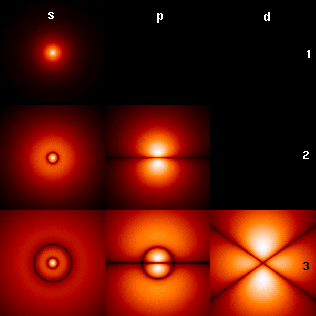
Orbitais dos primeiros três níveis energéticos ("k", "l" e "m")

Os números quânticos descrevem valores de quantidades conservadas na dinâmica de um sistema quântico. No caso dos elétrons, os números quânticos podem ser definidos como "os conjuntos de valores numéricos que dão soluções aceitáveis para a equação de onda de Schrödinger para o átomo de hidrogênio", e são de enorme relevância quando se trata de descrever a posição dos elétrons nos átomos.

## Introdução
Existem quatro números quânticos:
- número quântico principal;
- número quântico de momento angular ou azimutal (secundário);
- número quântico magnético;
- número quântico de spin.

Estes quatro números quânticos, além de se complementarem, nos permitem fazer uma descrição completa dos elétrons nos átomos, pois eles dizem o nível principal de energia do elétron, o subnível de energia, a orientação espacial da nuvem eletrônica e a orientação do próprio elétron na nuvem. Cada combinação dos quatro números quânticos é única para um elétron.
Os primeiros três números quânticos são usados para descrever orbitais atômicos e a caracterização dos elétrons que neles se encontram. O quarto número quântico, número quântico de spin é utilizado na descrição do comportamento específico de cada elétron. Assim, qualquer par de elétrons pode ter até três números quânticos iguais sendo que, neste caso, necessariamente, o quarto número quântico deverá ser diferente, ou seja, este par de elétrons estará ocupando o mesmo orbital sendo que os elétrons apresentam spins opostos.
Na mecânica quântica, os números quânticos correspondem a autovalores de operadores que comutam com o hamiltoniano, ou seja, eles podem ser medidos ao mesmo tempo que a energia do sistema total. Além do mais, eles são descritos em valores discretos, assumindo apenas um conjunto de valores inteiros, são eles que tornam as energias de um determinado sistema quantizadas. Portanto, esses parâmetros devem ser encontrados para cada sistema a ser analisado. No geral, pode-se dizer que os números quânticos são quantidades que caracterizam os estados possíveis de um sistema.

## Número quântico principal, n
O número quântico principal pode tomar como valor qualquer número inteiro positivo. Como o próprio nome o sugere, este número quântico é o mais importante, pois o seu valor define a energia do átomo de hidrogênio (e de outro átomo monoelectrónico de carga nuclear Z) por meio da equação:
{\displaystyle E=-{\frac {m\,e^{4}\,Z^{2}}{8\,\varepsilon _{0}^{2}\,n^{2}\,h^{2}}}}
onde m e e são a massa dos nêutrons e a carga do elétron, ε0 é a permissividade do vácuo, e h é a constante de Planck. Esta equação foi obtida como resultado da equação de Schrodinger e é desigual a uma das equações obtidas por Bohr, utilizando os seus postulados correctos.

## Número quântico de momento angular, l
O número quântico de momento angular, ou azimutal, informa-nos sobre a forma dos orbitais. Como o próprio nome indica, o valor de l define o momento angular do elétron, sendo que o aumento do seu valor implica o aumento correspondente do valor do momento angular. Deste modo, a energia cinética do elétron é associada ao movimento angular e esta dependente da energia total do elétron, pelo que é natural que os valores permitidos de l estejam associados ao número quântico principal. Para um dado valor de n, l pode ter como valores possíveis os números inteiros de 0 a {\displaystyle (n-1)}.

## Número quântico magnético, ml
O número quântico magnético especifica a orientação permitida para uma nuvem eletrônica no espaço, sendo que o número de orientações permitidas está diretamente relacionado à forma da nuvem (designada pelo valor de l). Dessa forma, este número quântico pode assumir valores inteiros de -l, passando por zero, até +l.
- l = 0 : corresponde ao subnível s, onde existe somente uma orientação (ml = 0).

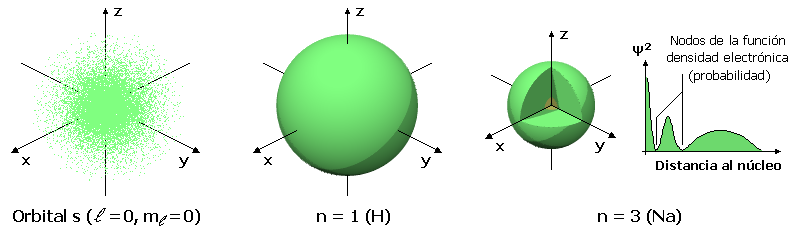
Subnível s: possui forma esférica e portanto apenas uma orientação.

- l = 1 : corresponde ao subnível p, onde existem três orientações permitidas, que surgem em decorrência dos três valores de ml (+1, 0, -1). Os três orbitais p são denominados px, py e pz e são orientados de acordo com os três eixos cartesianoss (x, y e z).

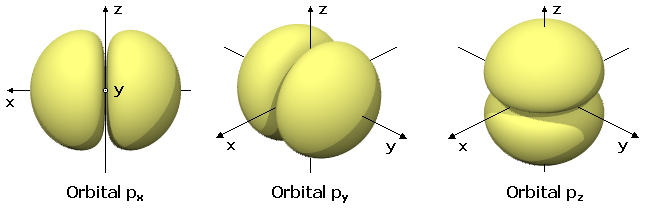
Subníveis p: três orientações possíveis, que coincidem com os três eixos cartesianos.

- l = 2 : corresponde ao subnível d onde existem cinco orientações permitidas, ou seja, cinco valores de ml (-2, -1, 0, +1, +2). São designados por dz² (orientação coincidente com o eixo z), dx²-y² (orientação coincidente com os eixos x e y, simultaneamente), dxy (orientado entre os eixos x e y), dyz (orientado entre os eixos y e z) e dxz (orientado entre os eixos x e z).

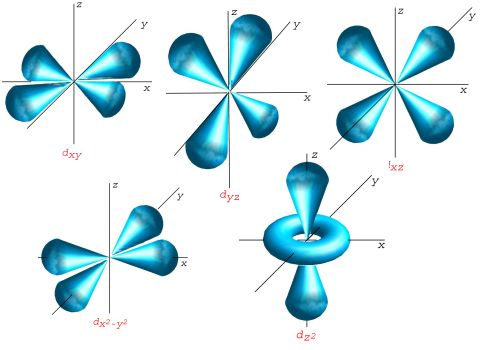
Subníveis d: cinco orientações possíveis.

## Número quântico de spin, ms

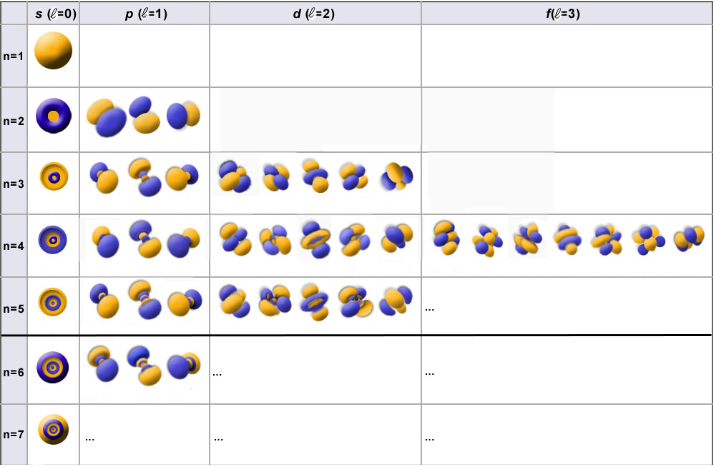
Ilustração dos orbitais do átomo de hidrogênio em função dos números quânticos

O número quântico de spin são os autovalores possíveis do operador que indica a orientação da fonte extra de momento angular, sem analogia na mecânica clássica, relativa aos elétrons.  Existem apenas dois valores possíveis para este número quântico, -1/2 e +1/2.
A tabela a seguir resume os significados de cada número quântico e os valores que eles podem assumir.
| nome                      | símbolo                       | significado do orbital  | faixa de valores                                                                                           |
| ------------------------- | ----------------------------- | ----------------------- | --- |
| número quântico principal | {\displaystyle n\,\!}         | camada                  | {\displaystyle 1,2,3...\,\!}                                                                               |
| número quântico azimutal  | {\displaystyle \ell \,\!}     | subnível                | {\displaystyle 0,1,2,...,n-1\,\!}                                                                          |
| número quântico magnético | {\displaystyle m_{\ell }\,\!} | deslocamento de energia | {\displaystyle -\ell ,-\ell +1,....,0,....,\ell -1,\ell \,\!}                                              |
| número quântico de spin   | {\displaystyle m_{s}\,\!}     | spin                    | {\displaystyle -{\begin{matrix}{\frac {1}{2}}\end{matrix}},{\begin{matrix}{\frac {1}{2}}\end{matrix}}\,\!} |

A tabela a seguir mostra a relação entre os números quânticos e os orbitais.
| n | l | Orbital | ml                        | ms         | Número de Combinações |
| - | - | ------- | ------------------------- | ---------- | --------------------- |
| 1 | 0 | 1s      | 0                         | -1/2, +1/2 | 2                     |
| 2 | 0 | 2s      | 0                         | -1/2, +1/2 | 2                     |
| 2 | 1 | 2p      | -1, 0, +1                 | -1/2, +1/2 | 6                     |
| 3 | 0 | 3s      | 0                         | -1/2, +1/2 | 2                     |
| 3 | 1 | 3p      | -1, 0, +1                 | -1/2, +1/2 | 6                     |
| 3 | 2 | 3d      | -2, -1, 0, +1, +2         | -1/2, +1/2 | 10                    |
| 4 | 0 | 4s      | 0                         | -1/2, +1/2 | 2                     |
| 4 | 1 | 4p      | -1, 0, +1                 | -1/2, +1/2 | 6                     |
| 4 | 2 | 4d      | -2, -1, 0, +1, +2         | -1/2, +1/2 | 10                    |
| 4 | 3 | 4f      | -3, -2, -1, 0, +1, +2, +3 | -1/2, +1/2 | 14                    |